# Rio Căprioara (Priboiaşa)
O Rio Căprioara é um rio da Romênia, afluente do Priboiaşa, localizado no distrito de Vâlcea.